# La Croix
La Croix – francuski dziennik oraz tygodnik katolicki ukazujący się od 1880 roku.
Czasopismo zostało założone w 1880 r. przez ojców Emmanuela d'Alzon i Wincentego de Paula Bailly'ego jako miesięcznik asumpcjonistów. 16 czerwca 1883 r. periodyk zaczął ukazywać się codziennie. Pismo wydawane jest w Montrouge pod Paryżem.